# Automóviles eléctricos en Alemania

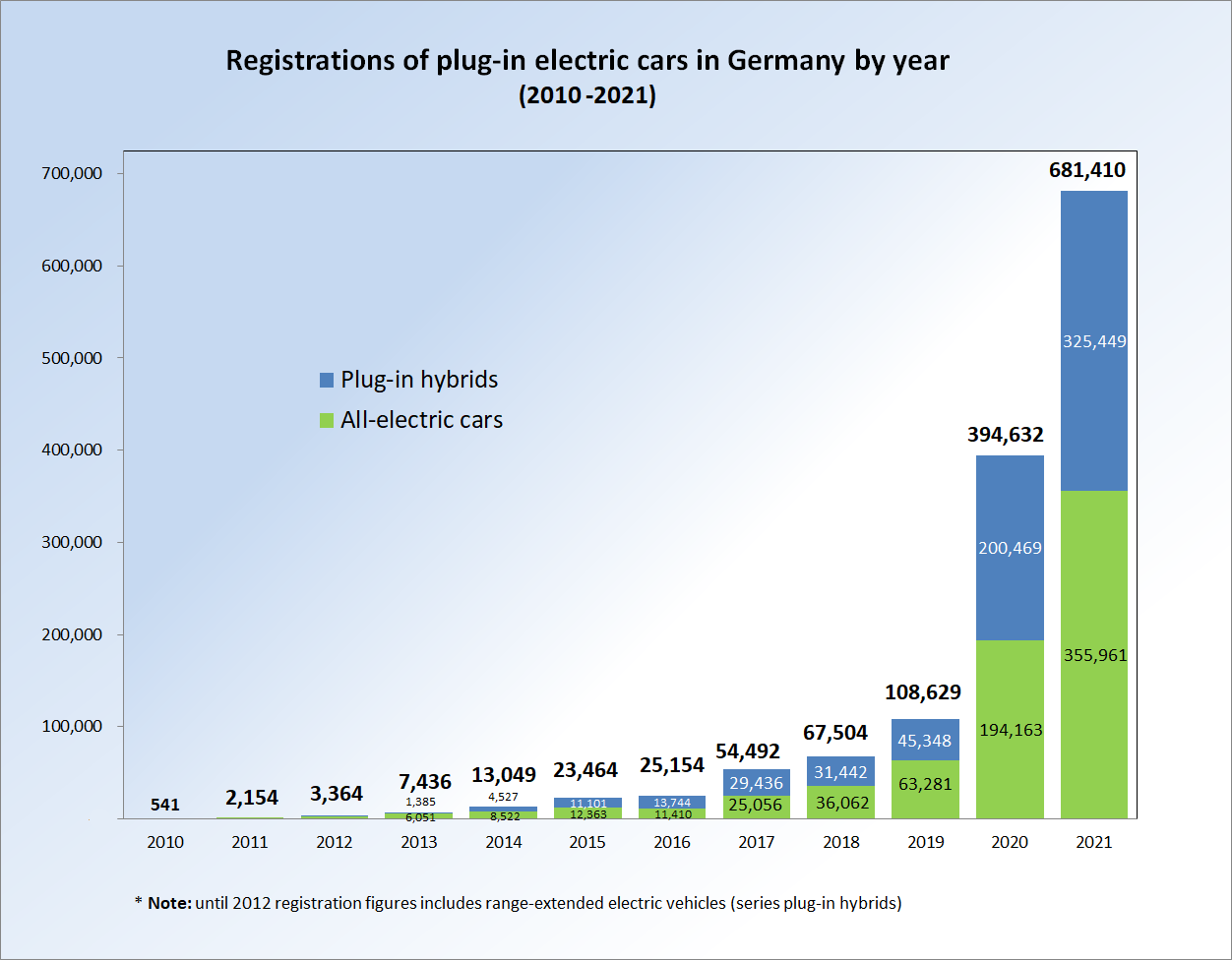
Registros anuales de carros eléctricos en Alemania por tipo de vehículo entre 2010 y 2021.

El uso del automóvil eléctrico en Alemania representa un mercado creciente dentro de este país miembro de la Unión Europea. Hasta diciembre de 2017, un total of 129.246 carros eléctricos enchufables han sido registratos en Alemania desde 2010. La marca de 50,000 vehículos eléctricos fue superada al final de 2015. Alrededor del 73% de los cerca de 50.000 coches registrados en el país a finales de 2015, fueron registrados durante los últimos dos años, 13.049 unidades registradas en 2014 y 23.464 en 2015.

## Industria
La definición oficial de vehículos eléctricos en Alemania cambió a principios de 2013, antes de eso, las estadísticas oficiales solo registraban vehículos totalmente eléctricos. Los vehículos híbridos enchufables eran contabilizados en conjunto con los híbridos convencionales. Como resultado, los registros correspondientes a 2012 y años anteriores no tienen en cuenta el total de matriculaciones de coches eléctricos enchufables. En noviembre de 2014, el país contaba con 4,800 estaciones de carga eléctricas. La flota de coches eléctricos registrada en el país aumentó de 1.558 unidades en 2009 a 2.307 en 2010. La existencia de coches eléctricos en 2011 aumentó un 96,8% de 2010 a 4.541 unidades registradas y hasta el 56,7% desde 2011 hasta 7.114 unidades en 2012, llegando a 12.156 coches registrados el 1 de enero de 2014. A principios de 2014, los registros de vehículos eléctricos representaron una cuota de mercado de 0,028% de todos los vehículos matriculados en Alemania. La mayor parte de enchufables adquiridos en el país fueron registrados por los compradores corporativos. El híbrido enchufable en el mercado alemán experimentó en 2014 un crecimiento explosivo de 226,9% año tras año y el segmento global aumentó un 75,5% respecto al año anterior. El aumento de las ventas continuó en 2015, el segmento de vehículos híbridos creció 125.1% año tras año, mientras que el segmento totalmente eléctrico subió 91,2% respecto al año anterior.
Durante el año 2011, un total de 2.154 vehículos eléctricos se registraron en el país, 541 unidades por encima del 2010. Las ventas de coches totalmente eléctricos para 2011 fueron liderados por la familia Mitsubishi i-MiEV con 683 i MiEV, 208 Peugeot, 200 Iones y Citroën C, lo que representa el 50,6 % del total de las matriculaciones de coches eléctricos en 2011. Los registros híbridos totalizaron 266 unidades en 2011, 241 Opel Ampera y 25 Chevrolet Volt, para un total de 2.420 vehículos eléctricos enchufables registrados en 2011.

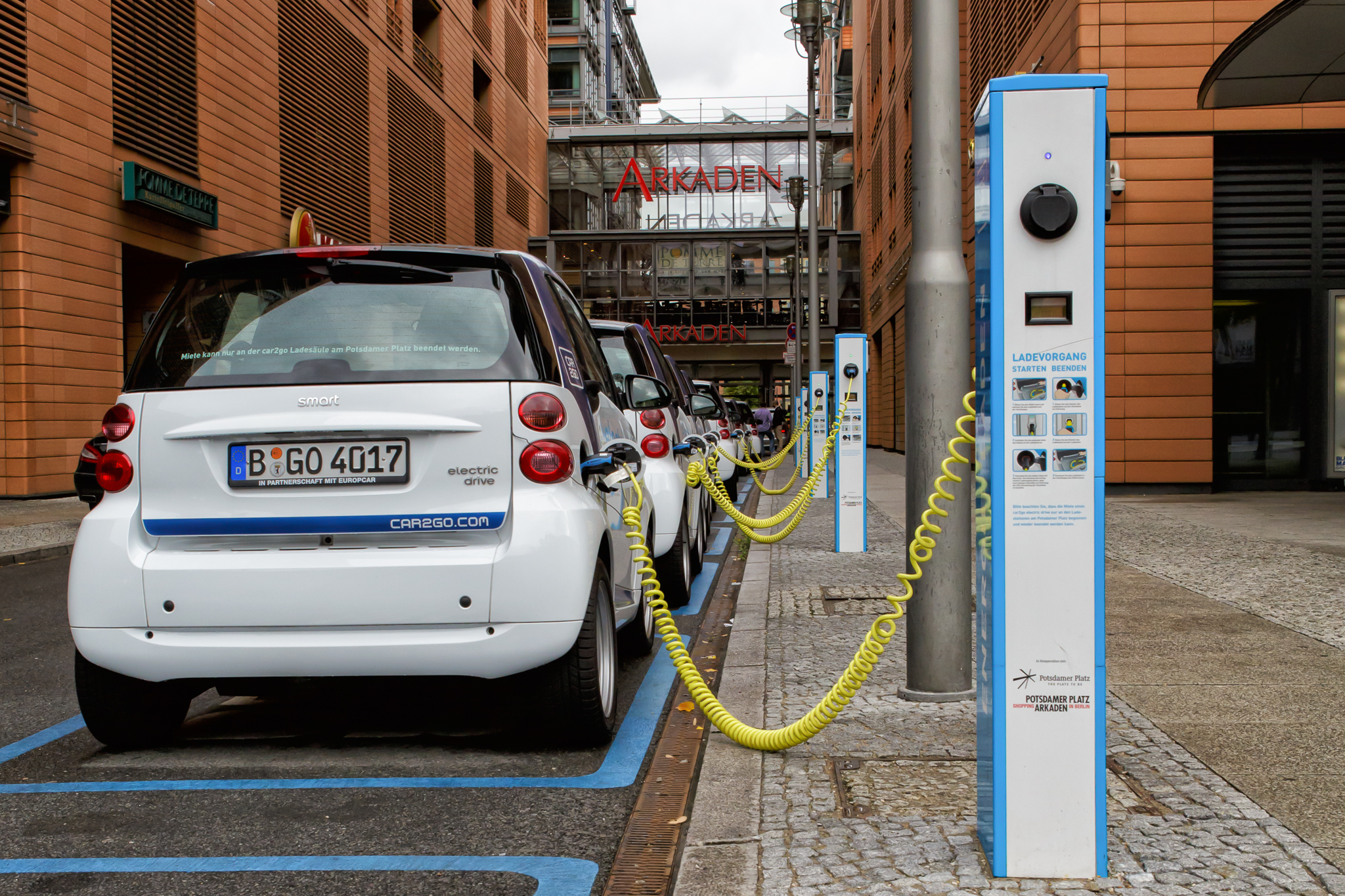
Entre 2010 y 2014, el Smart electric drive lideró el segmento de vehículos eléctricos con 2,952 unidades registradas.

Un total de 2.956 vehículos totalmente eléctricos se registraron en Alemania durante 2012, con un incremento del 37,2% con respecto a 2011. Se registraron 901 híbridos y para 2012 los registros aumentaron a 3.857 unidades, las ventas de coches eléctricos enchufables reprensentaron una cuota de mercado del 0,12% de los vehículos de pasajeros vendidos en el país en 2012. La mayoría de las ventas en el país fueron hechas por los clientes corporativos y de flotas y 1.493 vehículos totalmente eléctricos fueron registrados por la industria del automóvil, como vehículos de demostración o de investigación. Los registros de vehículos eléctricos fueron liderados por el Opel Ampera extended-range electric car con 828 unidades, seguido del Smart Electric Drive con 734 unidades. Además, un total de 2.413 Renault Twizys se vendieron durante el año 2012, por lo que Alemania es el líder en el mercado europeo con el cuadriciclo eléctrico.<

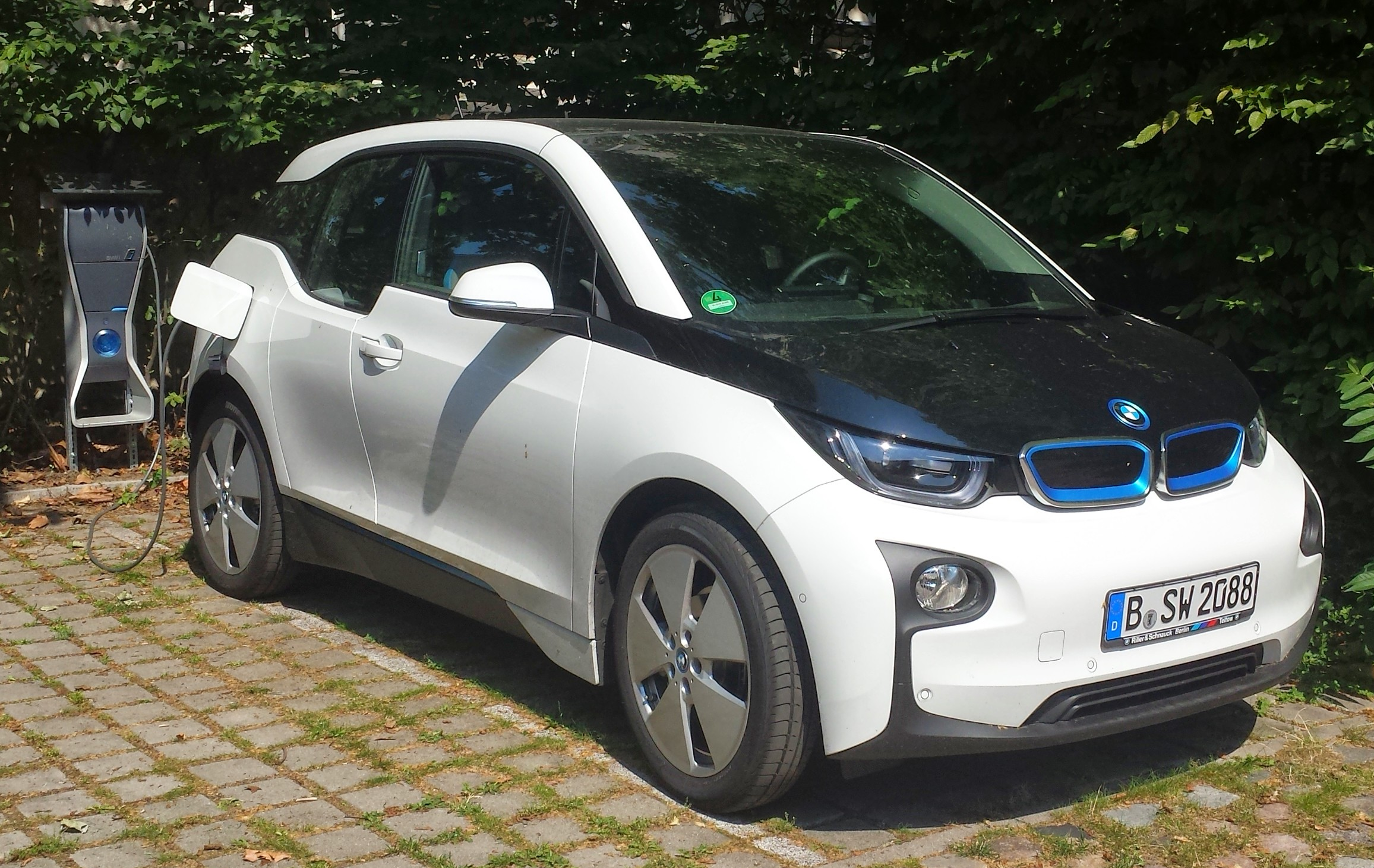
El BMW i3 lideró los registros en 2014.

Un total de 7.436 coches eléctricos se registraron en Alemania en 2013, que consta de 6.051 coches totalmente eléctricos y 1.385 híbridos enchufables. Para el final de 2013, se alcanzó un total de 12,156 unidades registradas. El Smart Electric Drive lideró los registros con 2,146 unidades, seguido del Renault Zoe con 1,019, el Nissan Leaf con 855 unidades y el BMW i3 con 559. Durante el primer semestre de 2014 se registraron un total de 5,763 unidades, con el BMW i3 como el líder del segmento con 1.378 unidades registradas, seguido por el Volkswagen E-Up con 884 y el Smarts ED con 645. El BMW i3 terminó como el líder de ventas con 2,233 unidades registradas. Contabilizando los registros de coches eléctricos entre enero de 2010 y junio de 2014, el modelo líder fue el Smart ED con 3.959 unidades, con un número significativo en el uso de los servicios de uso compartido de vehículos, seguido por el BMW i3 con 1.937 unidades, Nissan Leaf con 1.693 unidades, Renault Zoe con 1.532, y Opel Ampera, con 1.450 unidades.

## Ventas
La siguiente tabla presenta los registros de los coches eléctricos enchufables con capacidad de carretera más vendidos disponibles para los clientes al por menor por año entre 2010 y junio de 2014.
| Registro de vehículos eléctricos con capacidad de circular en carretera en Alemania de 2010 a junio de 2014 | Registro de vehículos eléctricos con capacidad de circular en carretera en Alemania de 2010 a junio de 2014 | Registro de vehículos eléctricos con capacidad de circular en carretera en Alemania de 2010 a junio de 2014 | Registro de vehículos eléctricos con capacidad de circular en carretera en Alemania de 2010 a junio de 2014 | Registro de vehículos eléctricos con capacidad de circular en carretera en Alemania de 2010 a junio de 2014 | Registro de vehículos eléctricos con capacidad de circular en carretera en Alemania de 2010 a junio de 2014 | Registro de vehículos eléctricos con capacidad de circular en carretera en Alemania de 2010 a junio de 2014 |
| Modelo | Total 2010-2014(1)                                                                                          | 2Q 2014 | 2013 | 2012 | 2011 | 2010 |
| --- | --- | --- | --- | --- | --- | --- |
| Smart Electric Drive | 3,959 | 645 | 2,146 | 734 | 328 | 106 |
| BMW i3 | 1,937 | 1,378 | 559 | | | |
| Nissan Leaf | 1,693 | 380 | 855 | 451 | 7 | |
| Renault Zoe | 1,532 | 513 | 1,019 | | | |
| Opel Ampera | 1,450 | 46 | 335 | 828 | 241 | |
| Volkswagen e-Up! | 1,034 | 884 | 150 | | | |
| Citroën C-Zero | 950 | 17 | 276 | 454 | 200 | 3 |
| Mitsubishi i MiEV | 910 | 56 | 89 | 71 | 683 | 11 |
| Tesla Model S | 637 | 446 | 191 | | | |
| Peugeot iOn | 520 | 0 | 48 | 263 | 208 | 1 |
| Mitsubishi Outlander PHEV | 507 | 507 | | | | |
| Volvo V60 Plug-in Hybrid | 316 | 243 | 73 | | | |
| Renault Fluence Z.E. | 273 | 0 | 60 | 213 | | |
| Volkswagen e-Golf | 231 | 231 | | | | |
| Tesla Roadster | 190 | | | 67 | 100 | 23 |
| BMW ActiveE | 124 | | | 11 | 113 | |
| Chevrolet Volt | 73 | 0 | 25 | 23 | 25 | |
| Porsche Panamera S E-Hybrid | 63 | 51 | 12 | | | |
| BMW i8 | 55 | 55 | | | | |
| Ford Focus Electric | 51 | 16 | 35 | | | |
| Fisker Karma | 50 | | | 50 | | |
| Tazzari Zero | 50 | | | | 50 | |
| Volvo C30 Electric | 21 | 9 | 0 | 12 | | |
| Total and registrations by year | 17,919(2)                                                                                                   | 5,763 | 7,436 | 2,956(2) | 2,154(2) | 541(2) |
| Notas: (1) CYTED: las ventas actuales del año hasta la fecha a través de junio de 2014. (2) El número de registro oficial de KBA solo se registran los vehículos eléctricos antes de 2013 (híbridos enchufables han sido contabilizados en conjunto con los híbridos convencionales). Como resultado, estas cifras no incluyen los híbridos enchufables y el total acumulado no refleja la cantidad real de todos los coches eléctricos registrados antes de 2013. | | | | | | |

## Incentivos del gobierno
En mayo de 2010, en virtud de su Plataforma Nacional para la movilidad eléctrica, la canciller alemana, Angela Merkel, se fijó el objetivo de llegar al millón de vehículos eléctricos en las carreteras alemanas en 2020.
Sin embargo, el gobierno también anunció que no proporcionaría subsidios a las ventas de los vehículos eléctricos, sino que únicamente financiaría la investigación en el ámbito de la movilidad eléctrica. Para abril de 2016, los vehículos eléctricos y enchufables en Alemania estaban exentos del impuesto anual de circulación durante un período de cinco años a partir de la fecha de su primera matriculación.

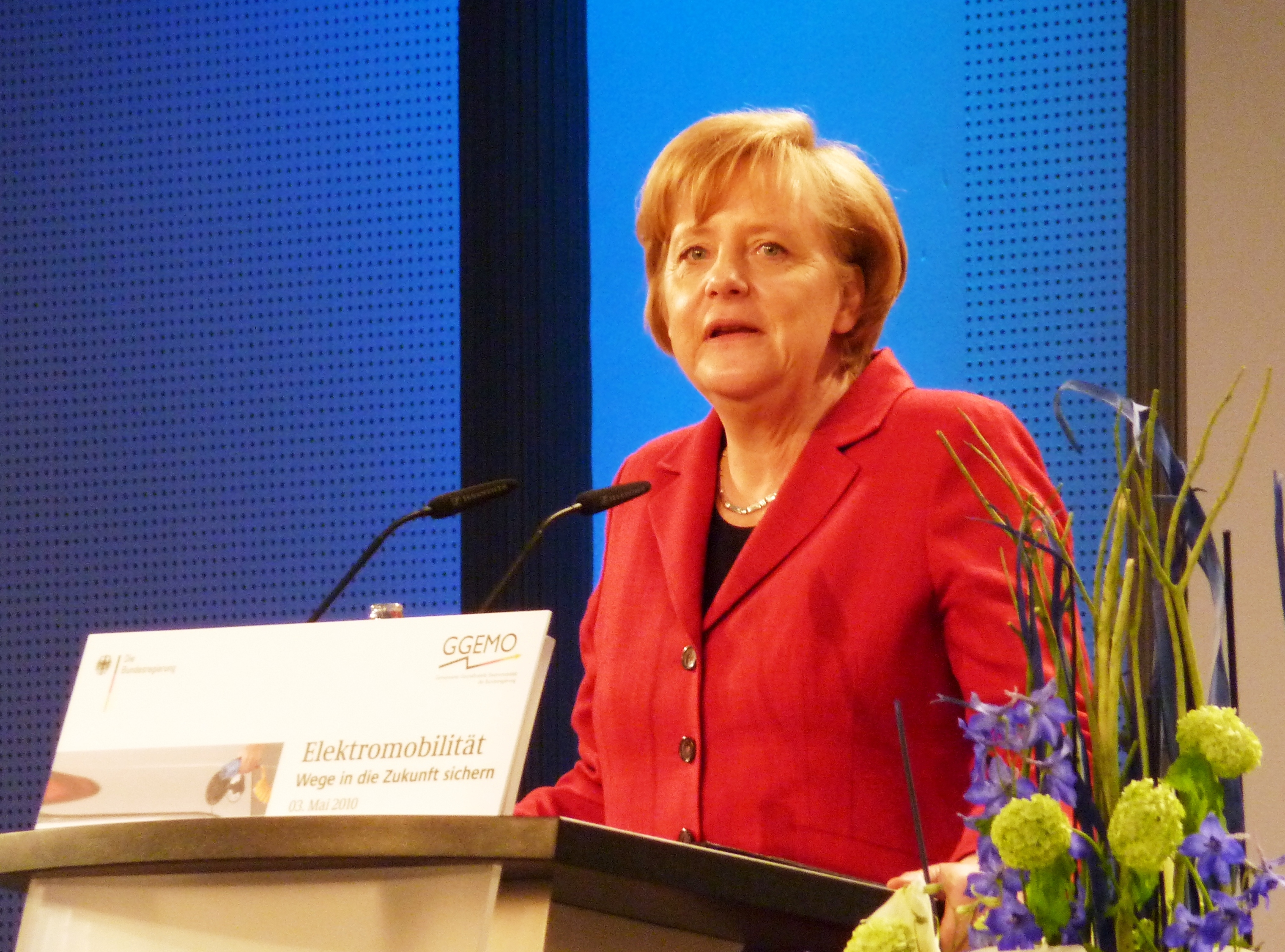
Canciller Angela Merkel anunciando la propuesta de traer 1 millón de vehículos eléctricos para las carreteras alemanas la Electromobility Summit de Berlín en 2010.

El uso privado de un vehículo de la empresa se trata como renta imponible en Alemania y se mide a una tasa fija mensual del 1% del precio de lista bruto del vehículo. Los coches eléctricos han estado en desventaja, ya que su precio puede ser tanto como el doble de un coche con motor de combustión interna convencional, debido al alto costo de la batería. En junio de 2013, los legisladores alemanes aprobaron una ley que termina la desventaja fiscal para coches eléctricos corporativos. La ley, con efecto retroactivo al 1 de enero de 2013, permite a los usuarios privados compensar el precio de lista con 500 € por unidad de tamaño de la batería, expresada en kilovatios-hora (kWh). El desplazamiento máximo a € 10.000 corresponde a una batería de 20 kWh. La cantidad se puede compensar anualmente por 50 euros por kilovatio-hora.
En agosto de 2014, el gobierno federal anunció su plan para introducir incentivos no monetarios a través de una nueva legislación efectiva a principios de 2015. Los beneficios para el usuario incluyen: Medidas de privilegios propuestas a los coches que funcionan con baterías, vehículos de pila de combustible y algunos de los híbridos, justo como Noruega hace al otorgar a los gobiernos locales la autoridad para permitir que estos vehículos circulen en los carriles de autobús y que cuentan con estacionamiento gratuito y plazas de aparcamiento reservadas en lugares con puntos de recarga. No todos los híbridos podrán disfrutar de los beneficios, solo aquellos con emisiones de CO2 menores a 50 g/km o con un rango eléctrico de más de 30 Kilómetros (30 000 m) son elegibles. El rango de recorrido promedio será de 40 km (24,9 mi) empezando en 2018. El Bundestag aprobó la ley de la movilidad eléctrica en el año 2015, autorizada en marzo por el gobierno local, para otorgar estos incentivos no monetarios, que no son obligatorios. La ley también prevé la emisión de placas especiales para vehículos eléctricos para la identificación adecuada para evitar abusos de estos privilegios. Para marzo de 2012, solo 12 municipios estaban considerando la posibilidad de que los vehículos eléctricos utilizaran los carriles exclusivos para autobuses. La mayoría de las ciudades, como Hamburgo y Múnich, no están dispuestos a permitir que los coches eléctricos circulen por sus carriles del autobús.
Según el cuarto informe sobre la marcha de la Plataforma Nacional Alemana para la movilidad eléctrica, solo alrededor de 24.000 coches eléctricos estaban en las carreteras alemanas a finales de noviembre de 2014, muy por debajo de la meta de 100.000 la cual fue establecida para 2014. Como resultado, la canciller Angela Merkel reconoció en diciembre de 2014 que el gobierno tiene que proporcionar más incentivos para lograr el objetivo de tener un millón de coches eléctricos en las carreteras del país en 2020. Entre otros, el gobierno federal está considerando la posibilidad de ofrecer una rebaja de impuestos para las compañías de coches con emisión cero, más subsidios para ampliar la infraestructura de carga, sobre todo para desplegar cargadores rápidos más comunes, y más fondos públicos para la investigación y el desarrollo de la próxima generación de baterías recargables.

## Incentivos de compra
A principios de 2016, los políticos alemanes de los tres partidos de la coalición gobernante y concesionarios ejecutivos de la señora Merkel comenzaron conversaciones para introducir un subsidio para los compradores de vehículos verdes con un valor de hasta € 5.000 (alrededor de US $ 5375 en enero de 2017) para aumentar las ventas de vehículos eléctricos e híbridos. Para enero de 2016, la propuesta del gobierno alemán es para la industria del automóvil para cubrir el 40% del coste de la subvención de compra. Los compradores privados recibirían el subsidio completo de € 5.000, mientras que los compradores corporativos recibirían € 3.000 para cada coche eléctrico y se espera que el programa se ejecute hasta el año 2020, el plazo establecido para alcanzar la meta de 1 millón de coches eléctricos en las carreteras alemanas. Los incentivos caerán por € 500 cada año. En marzo de 2016, Nissan Europa anunció su apoyo al incentivo del carro verde y su compromiso por duplicar el incentivo del gobierno en la compra de un coche eléctrico de Nissan, con una reducción del precio de compra de la misma cantidad de la subvención. El CEO de Nissan Centro de Europa está convencido de que la meta de un millón de coches eléctricos en 2020 es todavía alcanzable. De acuerdo con Nissan, si a partir de ahora las ventas de automóviles eléctricos se duplicara cada año hasta 2020, todavía sería posible alcanzar la meta del gobierno.

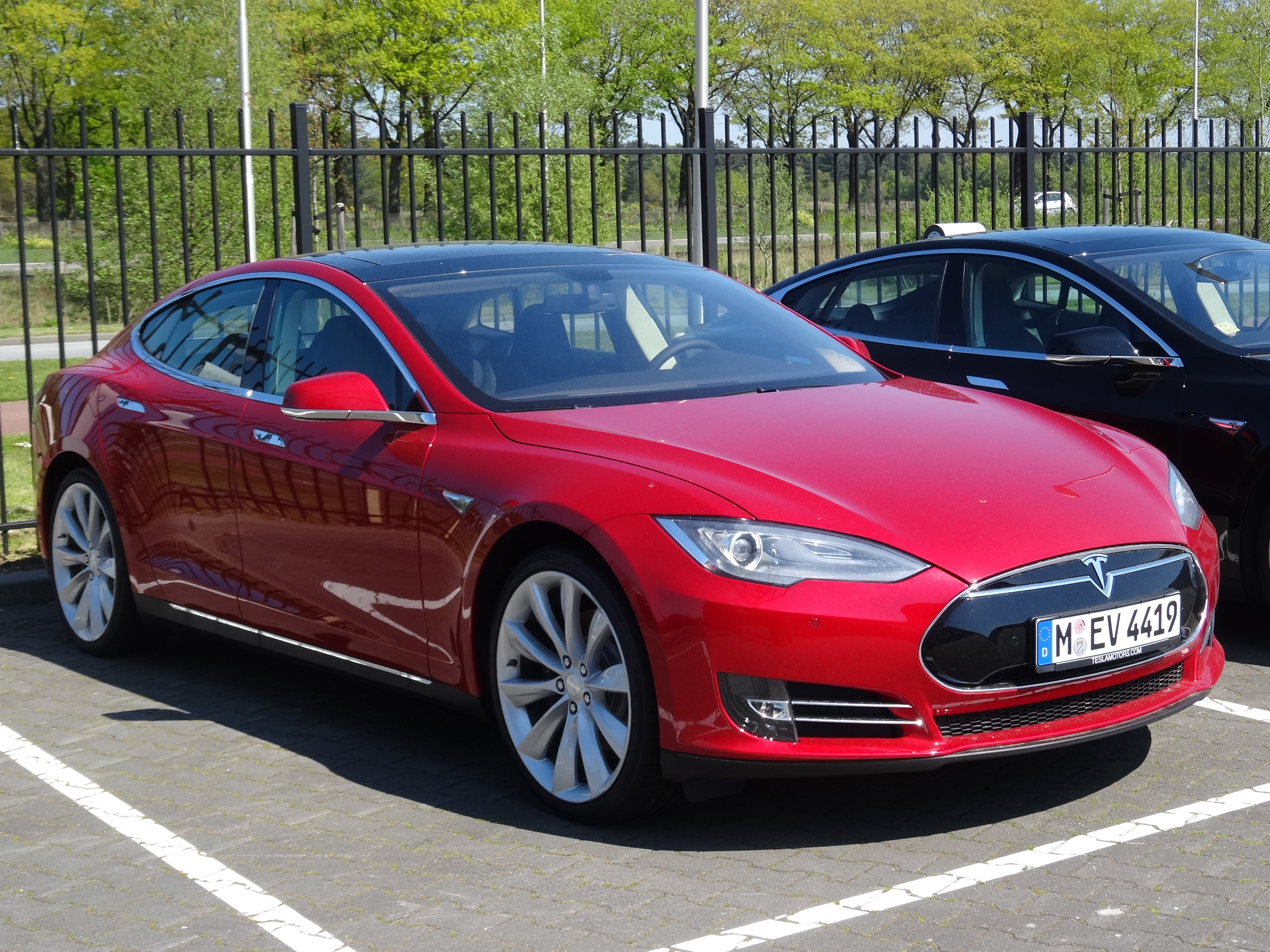
El Tesla Model S y otros vehículos premium que se encuentran con un precio cerca de no son elegibles para el bonus de compra.

Un plan de incentivos para promover la adopción de vehículos eléctricos se aprobó en aril de 2016 con un presupuesto de US $ 1,13 millones. Un total de US $ 678 millones está reservado para los subsidios de compra, que se guardan para usarse hasta que se desembolsaeel dinero, que se estima que dure hasta 2019 a más tardar. Otros $ 339 millones de dólares están presupuestados para financiar el despliegue de puntos de recarga en las ciudades, en los autoservicios y la autobahn (carretera alemana). Otros US $ 113 millones, se destinarían a la compra de coches eléctricos para flotas del gobierno federal. El programa está dirigido a la promoción de la venta de 400.000 vehículos eléctricos. El costo del incentivo de compra será dividido en partes iguales entre el gobierno y los fabricantes de automóviles. Los compradores de vehículos eléctricos tendrán un descuento de US $4.520, mientras que los compradores de vehículos eléctricos híbridos tendrán un descuento de US $3.390. Coches de gama alta, tales como el Tesla Model S y BMW i8, no son elegibles para el incentivo porque hay un tope de US $ 67 800 para el precio de compra. El esquema está programado para comenzar en mayo de 2016. Nissan, Volkswagen, Daimler y BMW se han inscrito para participar en el esquema.
En mayo de 2016, Nissan confirmó que la compañía elevará el bono con un adicional de US $ 1.130 hasta US $ 5.650 para los clientes del Leaf totalmente eléctrico y el e-NV200.